# ألان هابارد
ألان هابارد (بالإنجليزية: Allan Hubbard) هو شخصية أعمال نيوزيلندي، ولد في 23 مارس 1928 في دنيدن في نيوزيلندا، وتوفي في 2 سبتمبر 2011.